# Râul Netot
Râul Netot sau Râul Netotu este un afluent al râului Olt, pe partea stângă. Deși cursul de apă este trecut sub denumirea Râul Netot în cadastrul apelor și pe hărțile zonei, iar localnicii denumesc acest curs de apă Netot sau Netotu, pe plăcile indicatoare albastre de la capetele podului rutier al șoselei DN1, este trecută denumirea Râul Bungetu care nu apare pe nicio documentație.